# R–39

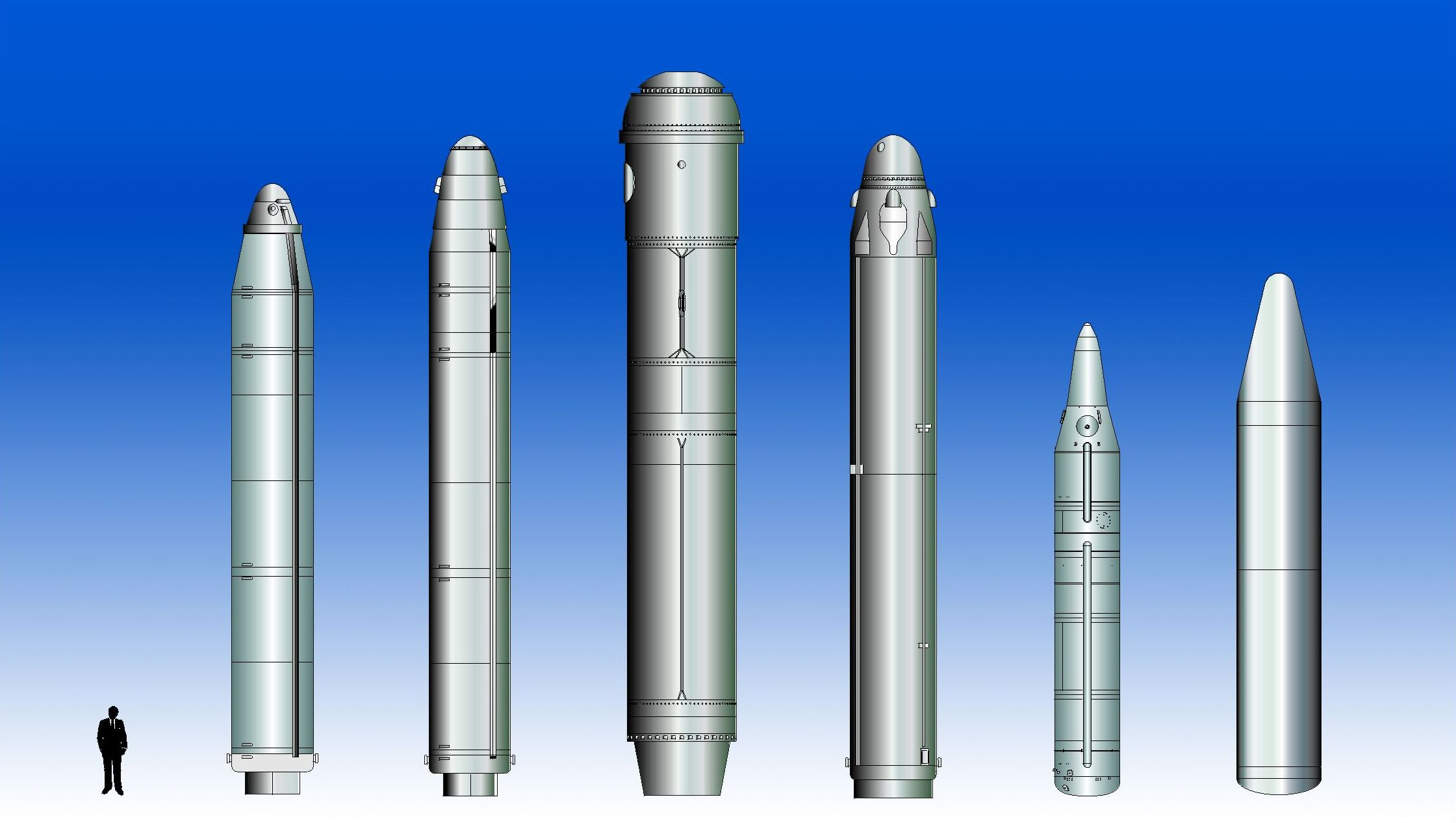
Submarine-based missiles: R-29, R-29Р, R-39, R-29РМ, CSS-NX-3, JL-2

Az R–39 (NATO-kódja: SS–N–20 Sturgeon, GRAU-kódja: 3M65) szovjet-orosz szilárd hajtóanyagú, tengeralattjáró-fedélzeti interkontinentális ballisztikus rakéta, mely a szovjet, majd orosz Akula-osztályú (NATO-kódja: Typhoon) ballisztikusrakéta-hordozó atom-tengeralattjárókon állt szolgálatban 1984–2004 között a D–19 rakétarendszer részeként. A fegyverzetkorlátozási szerződésekben RSZM–52 jelzéssel szerepel.

## Története
Az R–39 volt a szovjet haditengerészet egyetlen szilárd hajtóanyagú, nagyobb számban is hadrendbe állított rakétája. A másik, szintén szilárd hajtóanyagú R–31-et (SS–N–17 Snipe) csupán egyetlenegy Yankee II osztályú tengeralattjáróra rendszeresítették. Az R–31-et rövid hatótávolsága miatt nem lehetett a védett, szovjet felségvizekről az USA ellen bevetni, ezért több tengeralattjáróra már nem telepítették.
Az R–39-et 1971-től a Makejev-tervezőirodában fejlesztették ki és a Zlatouszti Gépgyárban gyártották, de az első fokozat az ukrajnai Juzsmas (ma: Pivdenmas) gépgyárban készült. Első, sikertelen indítására 1980 januárjában került sor (egyes források szerint 1979-ben). Az első sikeres indításról 1981-ben számoltak be, négy merülési indításra 1982 októberében került sor. A rakétarendszert 1983-ban üzemképesnek nyilvánították, 1984-től rendszeresítették az Akula-osztály egységein, tengeralattjárónként 20 rakétával. Alkalmazásának csúcspontján az Akula-osztály hat hajóján összesen 120 rakéta állt szolgálatban 1200 robbanófejjel.
Az R–39-ről közvetlenül indítása után leválik egy közel hat tonnás gallér, amely a rakétaindító csőben felgyülemlett kivetési gáz elszökését akadályozta meg, valamint az indítást megelőzően lengéscsillapítóként is funkcionál. A rakétarendszert úgy tervezték, hogy a rakétát egy gázgenerátor által fejlesztett nagynyomású gáz vesse ki a silóból, hiszen a rakétahordozó Typhoont az északi sarkvidék jégpáncélja alatti rejtőzködésre tervezték. Mivel így a vízfelszín jégmentességét nem lehetett biztosítani, a rakétát a víz alól ilyen körülmények között nem lehetett indítani. Ilyenkor a Typhoon áttöri a jégpáncélt, és a felszínről indítja a rakétát.
A START I és II egyezmények szerint 1996-ban megkezdődött az R–39 rakéták megsemmisítése. Karbantartási nehézségek miatt a rakétahordozó Typhoon-osztályt is megkezdték a hadrendből kivonni. Az R–39 utódjának szánt R–39UTTH (SS–N–28) program beindulása miatt az R–39 gyártását befejezték, ám az R–39UTTH programot 1997-ben kísérleti kudarcok miatt, idő előtt leállították. A Typhoonok így a tervezési időtartamot meghaladó korú, egymás után kivonásra kerülő rakétákkal teljesítettek szolgálatot. 2004 májusában a TK–20 Szeversztal fedélzetén húsz helyett már csak tíz R–39 rakéta volt, a típus utolsó példányai. A másik két megmaradt Typhoon közül a TK–208 Dmitrij Donszkojt az R–30 Bulava új generációs SLBM fejlesztéséhez alakították át. A TK–17 Arhangelszk fedélzetén 2004 májusában már nem voltak R–39 rakéták, feltehetőleg ezt a példányt is Bulava rakéták hordozására fogják átalakítani.